# Marcel Dekker
Pour les articles homonymes, voir Dekker.
Marcel Dekker est un éditeur du groupe Taylor and Francis, racheté en 2003 par ce dernier.

Il est spécialisé dans les domaines scientifique, technique et médical, tels l'agriculture, la biologie, la chimie et les mathématiques. La société est basée au 270 Madison Avenue, New York.